# Obóz karno-śledczy w Żabikowie
Więzienie Policji Bezpieczeństwa i Wychowawczy Obóz Pracy Poznań-Junikowo (niem. Polizeigefängnis der Sicherheitspolizei und Arbeitserziehungslager Posen-Lenzingen) – działający podczas II wojny światowej (w latach 1943–1945) niemiecki obóz karno-śledczy w Żabikowie, w którym więziono głównie przedstawicieli inteligencji z ziem polskich włączonych do III Rzeszy, członków organizacji konspiracyjnych, jeńców radzieckich, komunistów niemieckich, Świadków Jehowy, a także obywateli innych państw.

## Historia
Pierwotnie, obóz miał powstać w ramach sieci obozów tworzonych wzdłuż wytyczonej autostrady łączącej Poznań z Berlinem. Projekt ten w III Rzeszy był realizowany od 1933 r. a po przyłączeniu terenów Wielkopolski do Niemiec wdrożono go również i tu. Pierwszymi więźniami tego obozu pracy przymusowej miała być głównie ludność żydowska.
Od kwietnia 1943 r. - po likwidacji miejsca kaźni na terenie starej pruskiej warowni – tzw. Fortu VII – Obóz w Żabikowie funkcjonował jako kontynuacja formalno-organizacyjna więzienia Fortu VII – obóz karno-śledczy.
Przebywało w nim przeciętnie około 2000 osób, z których większość kierowano następnie do innych obozów koncentracyjnych. W Żabikowie przetrzymywano więźniów przesłuchiwanych przez Gestapo. Tu też wykonywane były wyroki śmierci. Cały obóz składał się z ośmiu baraków dla więźniów oraz dziesięciu budynków administracyjnych. W środku znajdował się basen przeciwpożarowy, używany przez hitlerowców jako miejsce kaźni. Dodatkowo zbudowano kilka murowanych bunkrów karnych, żelazny bunkier – karcer oraz specjalnie skonstruowane klatki z drutu kolczastego.
Załogę obozu stanowiło od 80 do 100 SS-manów. Przez obóz żabikowski, zwany przez nazistów obozem krwawej zemsty, przeszło około 40 tysięcy więźniów, z których znaczna część zginęła, m.in. wskutek nieludzkich warunków bytowania, tortur i egzekucji (np. w czerwcu 1944 Niemcy rozstrzelali kierowniczą grupę Szarych Szeregów).
Pełnej liczby ofiar do dziś nie ustalono. W aktach miejscowego Urzędu Stanu Cywilnego znajduje się 251 aktów zgonu więźniów tego obozu.
W nocy z 20 na 21 stycznia 1945 r. rozpoczęła się ewakuacja całego więziennego stanu obozu, których w tzw. „marszu śmierci” pognano w kierunku zachodnim. Po tygodniowej wędrówce, do obozu w Sachsenhausen dotarło zaledwie 208 z 500 osób wyprowadzonych z Żabikowa. Sprawcy zbrodni na więźniach nie zostali nigdy postawieni przed sądem. Około osiemdziesięciu chorych i niezdolnych do tego marszu więźniów zostało umieszczonych w jednym z baraków (w pobliżu głównej bramy), który następnie został podpalony. Wszyscy zginęli w płomieniach.
W 1946 r. część baraków zostało gruntownie odremontowanych z przeznaczeniem na miejsca hotelowe, m.in. dla osób pracujących przy organizacji Targów Poznańskich.
Od 1979 r. na terenie byłego obozu funkcjonuje Muzeum Martyrologiczne w Żabikowie. Jego elementem jest pomnik „Nigdy wojny” autorstwa Józefa Gosławskiego.

## Więźniowie obozu żabikowskiego

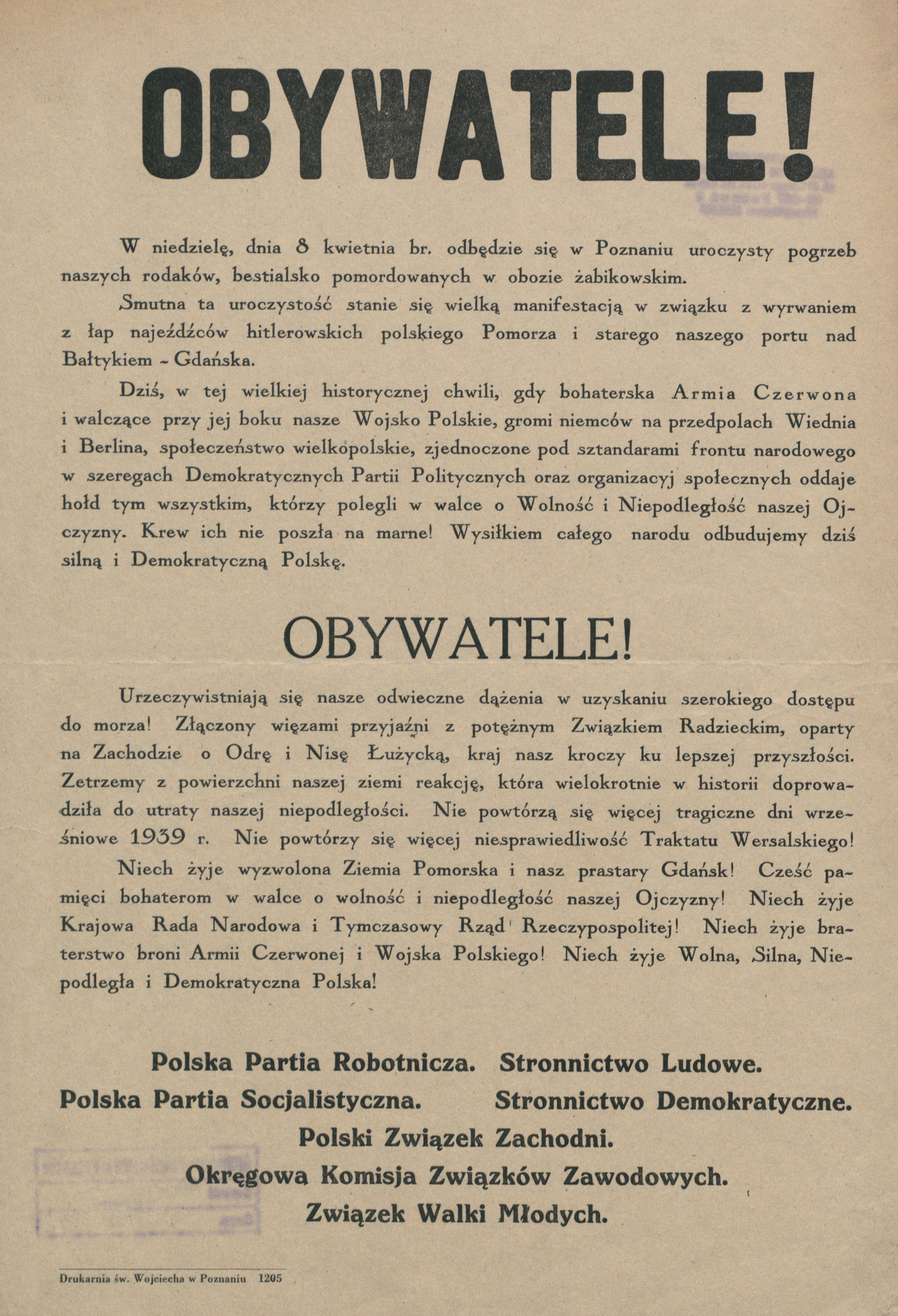
Obwieszczenie o pogrzebie pomordowanych w obozie, 8 kwietnia 1945 r., ze zbiorów Archiwum Państwowego w Poznaniu